# مدولاتور آراف

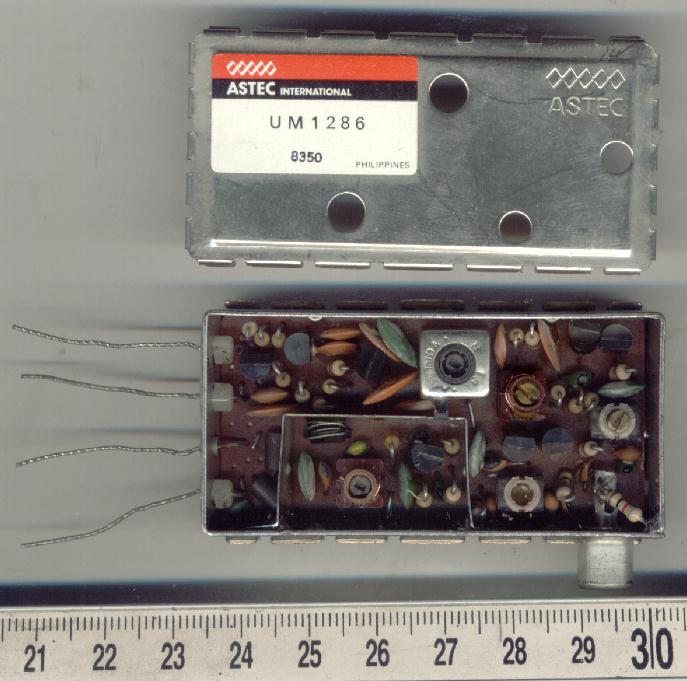
مدولاتور استک یواچ‌اف UM 1286، روکش بالایی برداشته شده‌است

مدولاتور آراف (یا مدولاتور فرکانس رادیویی) دستگاه الکترونیکی است که ورودی آن یک سیگنال باندپایه است که برای مدولاتور یک منبع فرکانس رادیویی استفاده می‌شود.
مدولاتورهای آراف برای تبدیل سیگنال‌های ادواتی مانند پخش‌کننده‌های رسانه، VCRها و کنسول‌های بازی به قالب قابل استفاده توسط دستگاه طراحی شده برای دریافت ورودی آراف مدوله شده مانند گیرنده رادیو یا تلویزیون استفاده می‌شوند.